# TUBB
La cadena beta de tubulina (TUBB del inglés Tubulin beta) es una proteína codificada en humanos por el gen TUBB.
Tiene una estructura primaria de 444 aminoácidos y un peso molecular de 49.671 Da.

## Interacciones
La proteína TUBB ha demostrado ser capaz de interaccionar con:
- NCOA6[5]
- SYT9[6]